# Urochloa chennaveeraina
Urochloa chennaveeraina là một loài thực vật có hoa trong họ Hòa thảo. Loài này được (Basappa & Muniy.) Ashalatha & V.J. Nair miêu tả khoa học đầu tiên năm 1993.